# Ed Nieman
Ed Nieman (Amsterdam, 20 augustus 1961) is een Nederlandse zanger.

## Loopbaan
In 1982 werd Nieman ontdekt door platenbaas Adri-Jan Hoes. Hij schreef voor hem zijn eerste nummer Als zij eens deed. Daarna ging hij werken als dj en entertainer in Café Monico in Amsterdam en bleef dit acht jaar lang doen. Ook trad hij jarenlang op in café 't Plein in Playa del Inglés op Gran Canaria.
Hij werkte samen met Tineke Schouten en Gaston Starreveld. In 1994 nam Nieman de single Leve de lol uit onder de naam Die Knapen. In 2003 tekende Nieman een platencontract bij Berk Music. Zijn hoogste notering in de Single Top 100 behaalde hij in 2004 met Dag André, een ode aan André Hazes met een melodie die tegen La mamma van Charles Aznavour aanleunde. In 2008 kwam de single Want de accordeon in tex-mex-stijl uit.

## Discografie

### Albums
| Album met eventuele hitnotering(en) in de Nederlandse Album Top 100 | Datum van verschijnen | Datum van binnenkomst | Hoogste positie | Aantal weken | Opmerkingen   |
| ------------------------------------------------------------------- | --------------------- | --------------------- | --------------- | ------------ | ------------- |
| Als je lacht...                                                     | 2004                  | -                     |                 |              |               |
| Ga met me mee                                                       | 2007                  | -                     |                 |              |               |
| Leve de lol & andere hits                                           | 10-09-2010            | -                     |                 |              | Verzamelalbum |

### Singles
| Single met eventuele hitnotering(en) in de Nederlandse Top 40 | Datum van verschijnen | Datum van binnenkomst | Hoogste positie | Aantal weken | Opmerkingen                                  |
| ------------------------------------------------------------- | --------------------- | --------------------- | --------------- | ------------ | -------------------------------------------- |
| Als zij eens deed                                             | 1982                  | -                     |                 |              |                                              |
| Ach Margrietje                                                | 1989                  | -                     |                 |              |                                              |
| Baby Blue                                                     | 1989                  | -                     |                 |              |                                              |
| Leve de après ski                                             | 1994                  | -                     |                 |              | als Die Knapen                               |
| Leve de lol                                                   | 1994                  | -                     |                 |              | als Die Knapen                               |
| Vanavond vieren we feest                                      | 1997                  | -                     |                 |              | als Die Knapen                               |
| Zing met me mee                                               | 1999                  | -                     |                 |              | als Die Knapen                               |
| Wie gaat er mee                                               | 1999                  | -                     |                 |              | als Die Knapen                               |
| Wij gaan feesten                                              | 2000                  | -                     |                 |              | als Die Knapen                               |
| Een groot feest                                               | 2003                  | -                     |                 |              |                                              |
| Want als je lacht                                             | 2004                  | -                     |                 |              |                                              |
| Dag André                                                     | 2004                  | -                     |                 |              | Nr. 45 in de Single Top 100                  |
| Maria Maria                                                   | 2005                  | -                     |                 |              | Nr. 80 in de Single Top 100                  |
| Leve de lol (remake 2007)                                     | 2007                  | -                     |                 |              | Nr. 83 in de Single Top 100                  |
| Nu ik jou niet meer zie                                       | 2008                  | -                     |                 |              |                                              |
| Want de accordeon                                             | 2008                  | -                     |                 |              | met Goldfinger / Nr. 59 in de Single Top 100 |
| Jij bent mijn señorita                                        | 2008                  | -                     |                 |              | Nr. 53 in de Single Top 100                  |
| Meid van de straat                                            | 2009                  | -                     |                 |              | Nr. 76 in de Single Top 100                  |
| Kun je mij vergeven                                           | 2011                  | -                     |                 |              |                                              |
| Ga maar weg                                                   | 2012                  | -                     |                 |              |                                              |
| Baby Blue                                                     | 2013                  | -                     |                 |              |                                              |
| Oh lé lé, oh lá lá                                            | 2014                  | -                     |                 |              |                                              |
| Alles ging verloren                                           | 2015                  | -                     |                 |              |                                              |

### Dvd
| Titel                      | Datum van verschijnen |
| -------------------------- | --------------------- |
| Zolang de zon maar schijnt | 2004                  |